# Jüdische Gemeinde Zagreb
Die jüdische Gemeinde in Zagreb ist eine von insgesamt zehn jüdischen Gemeinden in Kroatien. Die weiteren jüdischen Gemeinden in Kroatien haben ihren Sitz in Čakovec, Daruvar, Dubrovnik, Koprivnica, Osijek, Rijeka, Slavonski Brod, Split und Virovitica. Die Jüdische Gemeinde Zagreb zählte 2008 1.500 Gemeindemitglieder. Präsident der Jüdischen Gemeinde Zagreb ist Ognjen Kraus. Rabbiner der Gemeinde ist Luciano Moše Prelević.

## Antike
Die ersten geschichtlich gesicherten Spuren jüdischen Lebens und jüdischer Gemeinschaft auf dem heutigen Gebiet Kroatiens stammen aus dem 2. und 3. Jahrhundert n. Chr. Sie wurden auf Grabplatten im ehemaligen Salona, dem heutigen Solin entdeckt. Die älteste jüdische Grabplatte mit genauen Personendaten wurde im kroatischen Senj entdeckt. Auf ihr ist der Name des Juden Arelius Dionisus niedergeschrieben, der aus Tiberias stammte. Die ersten geschichtlich gesicherten Spuren einer Synagoge wurden im ehemaligen Mursa, dem heutigen Osijek entdeckt.

## Mittelalter
Zeugnisse jüdischen Lebens in Zagreb stammen aus einer Gerichtsakte des Jahres 1373. In ihr wird ein Elias Judaeus genannt. Ein weiteres Zeugnis ist in Gerichtsakten vermerkt, die aus dem Jahr 1444 stammen. In ihnen wird von einem Einbruch in ein jüdisches Haus (domus judaeorum) berichtet.

## 19. Jahrhundert

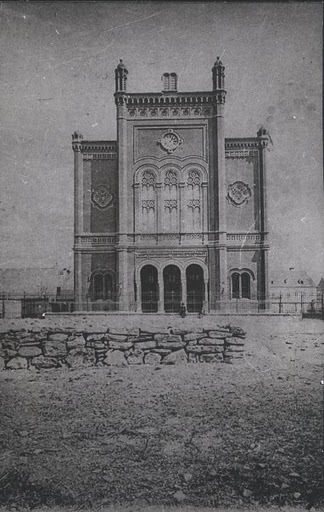
Synagoge in Zagreb, erbaut 1867 und 1941 zerstört

Die Jüdische Gemeinde Zagreb wurde im Jahre 1806 gegründet. Bei ihrer Gründung zählte sie insgesamt 56 Gemeindemitglieder. Der erste Gemeinderabbiner wurde im Jahr 1809 Aron Palotta. Die Gemeinde feierte ihren Gottesdienst zuerst im Hause Lukačić, welches sich auf der Petrinjska Ulica in Zagreb befand. Der erste jüdische Gemeindefriedhof wurde im Jahre 1811 errichtet. 1833 erwarb die Jüdische Gemeinde Zagreb ein Gebäude für ein neues Gemeindehaus und eine Synagoge auf der Straßenkreuzung Petrinjska Ulica/Amruševa Ulica in Zagreb. Zu einem ersten Pogrom gegen die Jüdische Gemeinde Zagreb kam es im Jahre 1838. Zu der Zeit zählte die Gemeinde von Zagreb 300 Gemeindemitglieder. Zagreber Geschäftsleute forderten die Vertreibung aller Juden aus der Stadt Zagreb. Daraufhin richtete die Jüdische Gemeinde Zagreb, gemeinsam mit der Jüdischen Gemeinde aus Varaždin, am 18. Mai 1839 eine Petition für alle Jüdischen Gemeinden auf dem Gebiet des damaligen Königreichs Kroatien-Slawonien an den Kroatischen Sabor. In dieser Petition forderten sie die Garantie ihrer Bürgerrechte, was den Schutz aller jüdischen Gemeinden auf dem gesamten kroatischen Gebiet beinhalten sollte. Im Jahre 1840 wurde durch das Kroatisch-Ungarische Parlament der Gesetzesartikel 29 verabschiedet. Darin wurde gewährleistet, dass sich einheimische und neu eingewanderte Juden überall im Staatsgebiet ansiedeln konnten, außer in Bergbaugebieten. Zudem ermöglichte dieser Gesetzesartikel, dass Juden Fabriken gründen konnten, im Einzelhandel und Handwerk tätig sein durften und jüdische Gehilfen und Gesellen einstellen konnten. Dazu wurde ihnen zum ersten Mal ermöglicht, sich in den Wissenschaften und Künsten zu betätigen. Eine weitere Möglichkeit durch den verabschiedeten Gesetzesartikel war die Erlaubnis, des Führens eigener
stammesamtlicher Bücher in eigener Sprache. Auch der Erwerb von Immobilien wurde gewährleistet. Dieser Erwerb von Immobilien wurde im Königreich Kroatien-Slawonien nicht vollends umgesetzt. Einzelne Juden konnten keine Immobilien erwerben, nur Jüdischen Gemeinden war es gestattet, die diesbezüglich eine königliche Genehmigung hatten. 1840 wurde ein weiteres Gotteshaus auf der Gajeva Ulica 7 in Zagreb eröffnet. 1841 eröffnete die Jüdische Gemeinde Zagreb eine dreijährige Grundschule mit deutscher Unterrichtssprache. Im gleichen Jahr kam es zur ersten Spaltung innerhalb der Gemeinde zwischen den orthodoxen Juden und Neologen. Die jüdisch-orthodoxe Ausrichtung der Gemeindemitglieder feierte ihren Gottesdienst in der Ružična Ulica in Zagreb. 1842 errichtet die Jüdische Gemeinde Zagreb den Jüdischen Friedhof (Petrovo Groblje/ Petersgrab) auf der Vlaška Ulica 7. Durch ihre Petition vom 23. April 1843 rief die Jüdische Gemeinde Zagreb den Kroatischen Sabor dazu auf, endgültig die Emanzipation (Jüdische Emanzipation) aller jüdischen Gemeinden auf den kroatischen Gebieten politisch und somit bürgerrechtlich umzusetzen. Durch das männliche Gemeindemitglied Jacques Epstein wurde in Zagreb im Jahre 1846 die humanitäre Gemeinschaft Humanitätsverein gegründet. 1850 erfolgte im Habsburgerreich die Gleichstellung des Judentums mit dem Christentum. Als erster Jude wurde im Jahre 1850 das jüdische Gemeindemitglied Gjuro Hrischler in den Zagreber Stadtrat gewählt. 1853 kam es innerhalb der Jüdischen Gemeinde Zagreb zur Beilegung der religiösen Auseinandersetzungen. Am 30. Oktober 1855 beschloss die Jüdische Gemeinde Zagreb die Errichtung einer neuen Synagoge. Die Gemeinde Zagreb zählte im Jahre 1857 756 Gemeindemitglieder, zudem erwarb die Gemeinde 1857 in der Petrinska Ulica ein Grundstück. Auf diesem Grundstück entstand der neue Hauptsitz der Jüdischen Gemeinde Zagreb, auf dem auch ein Gotteshaus errichtet wurde. 1858 wurde das orthodox-jüdische Gotteshaus in Zagreb geschlossen. 1865 wurde die erste jüdische Schule in Zagreb eröffnet. Das Fach Kroatische Sprache wurde als gebotenes Lehrfach eingeführt. 1867 wurde die neue Synagoge der Gemeinde auf der heutigen Praška Ulica in Zagreb eingeweiht. Mit dem Gesetzesurteil vom 21. Oktober 1873 erlangten die Juden im Königreich Kroatien-Slawonien alle Bürgerrechte. 1879 wurde die jüdisch-orthodoxe Gemeinde in Zagreb gegründet. Nach statistischen Angaben aus dem Jahre 1880, zählte die Jüdische Gemeinde Zagreb insgesamt 1.285 Gemeindemitglieder. Durch den Rabbiner Hosea Jacobi wurde die Kroatische Sprache in den Jüdischen Gottesdienst eingeführt. Die jüdischen Frauen aus der Gemeinde Zagreb gründeten 1887 die erste jüdische Frauengemeinschaft namens Helena Prister. Als erster Jude überhaupt, wurde das Gemeindemitglied Ljudevit Schwartz in den Kroatischen Sabor gewählt. Im Jahre 1890 zählte die Jüdische Gemeinde insgesamt 2.000 Gemeindemitglieder. Die jüdische Jugend Zagrebs gründete im Jahr 1898 die Mittelschulgemeinschaft. Sie richtete und hielt Literaturtreffen ab. Der neue Hauptsitz der Jüdischen Gemeinde Zagreb wurde ab dem Jahr 1898 auf die Palmotičeva Ulica verlegt.

## 20. Jahrhundert bis 1940
Im Jahr 1900 wuchs die Jüdische Gemeinde Zagreb auf insgesamt 3.237 Gemeindemitglieder an. 54 % der Juden in Zagreb gaben im Jahre 1900 Kroatisch als Muttersprache an. Das erste jüdische Gebetbuch auf Kroatisch und auf kroatischem Gebiet wurde durch den Zagreber Rabbiner Gavro Schwarz im Jahre 1902 herausgegeben. 1904 wurde in Zagreb die Gemeinschaft der Kroatisch-Jüdischen Studenten gegründet. Am 7. Februar 1906 erfolgte die gesetzliche Bestimmung eines Aufbaus Jüdischer Glaubensgemeinschaften im Königreich Kroatien-Slawonien. Mit dieser verabschiedeten Gesetzgebung wurde die jüdisch-orthodoxe Gemeinde abgeschafft, darauf kam es innerhalb der Jüdischen Gemeinde Zagreb zur Vereinigung der Altgläubigen. Die erste Jüdische Zeitung auf dem südslawischen Sprachraum wurde im Jahre 1906 in Zagreb veröffentlicht. Die weiteren Veröffentlichungen erfolgten in den Jahren 1909 bis 1911 in Osijek. Durch die Testamentsverfügung des Gemeindemitglieds Lavoslav Schwarz, wurde eine Stiftung zur Gründung des ersten jüdischen Altenheims gelegt. Die Eröffnung des Altenheims fand 1910 statt. Der erste jüdische Sport- und Turnverein namens Makkabi wurde 1913 in Zagreb eröffnet. Das erste jüdische Wochenblatt Tjednik erschien 1917 in Zagreb. Es war das meistgelesene jüdische Anzeigenblatt im südslawischen Gebiet bis in das Jahr 1941. 1919 wurde das Bündnis Hebräische Glaubensgemeinschaften im SHS-Königreich gegründet. Es folgte, zeitgleich die Gründung des Bündnisses Zionisten Jugoslawiens. Die Wahlliste dieses Bündnisses gewann 1920 die Stimmen der Jüdischen Gemeinde Zagreb. Im SHS-Königreich lebten insgesamt an die 75.000 Juden. 1921 wurde die erste Sitzung der Hebräischen Glaubensgemeinschaften im Königreich der Serben, Kroaten und Slowenen in Zagreb abgehalten. 1921 zählte die Jüdische Gemeinde Zagreb 5.970 Gemeindemitglieder. In Zagreb kam es im Jahre 1921 zur Gründung der Volksarbeitergemeinschaft, sie bestand aus jüdischen Assimilianten und Antizionisten. 1924 wurde der Bund Jüdischer Rabbiner in Zagreb gegründet. Der Hauptsitz wurde nach Belgrad verlegt. Im selben Jahr wurde die Vereinigung jüdischer Pfadfinder gegründet. Sie trug den Namen Ahdut Hacofim und wurde später in Hašomer Hacair umbenannt. 1925 kam es zur Gründung des Makkabi Bündnisses Jugoslawiens. Im selben Jahr wurde die sefardische Studierendenschaft Esperanza in Zagreb gegründet. 1926 wurde eine jüdisch-orthodoxe Gemeinde ins Leben gerufen. Diesem Beispiel folgten die sefardischen Juden Zagrebs und gründeten im Jahre 1927 zugleich ihre Gemeinde, zudem die Loge namens B’nai B’rith. 1928 erfolgte die Gründung des ersten jüdischen Frauenbundes Zionistische Frauen Jugoslawiens. 1931 endete der internationale architektonische Wettbewerb für ein Projekt eines Jüdischen Krankenhauses in Zagreb. Bei diesem Wettbewerb wurden 225 erstellte Projekte der Zagreber Öffentlichkeit vorgestellt. 1939 wurde die Zimska Synagoge in Zagreb geweiht. Bedingt durch den aufkommenden Nationalsozialismus befanden sich im Jahre 1939 in Zagreb und dem Zagreber Umland an die 1.000 jüdischen Flüchtlinge aus Österreich und Deutschland. Die demografischen Statistiken aus dem Jahre 1940 geben an, dass die Jüdische Gemeinde Zagreb 9.367 Gemeindemitglieder hatte, davon entfielen 8.712 auf aschkenasische Juden, 625 auf sefardische Juden und 130 auf das Orthodoxe Judentum. Es wird geschätzt, dass 1940 weitere 2.000 Personen nicht in jüdischen Gemeinden als Gemeindemitglieder eingetragen waren, zudem/oder in Mischehen lebten.

## 1941–1945
Mit der Machtergreifung der faschistisches Ustascha und der Gründung des Unabhängigen Staates Kroatien (NDH) begann die Tragödie des Judentums auf den heutigen Gebieten Kroatiens und Bosnien-Herzegowinas. Auf dem Gebiet Kroatiens lebten 1941 25.000 Juden. 20.000 bis 23.000 Juden waren in Jüdischen Gemeinden registriert. 2.000 Juden waren assimiliert. Vom 18. April bis zum 6. Juni 1941 wurden in Zagreb sogenannte Rassengesetze nach dem Vorbild der Nürnberger Gesetze verabschiedet. Auf Grund dessen kam es zunächst zu Misshandlungen, Raub, standgerichtlichen Urteilen gegenüber der Jüdischen Bevölkerung. Es folgten Deportationen von Juden in Sammellager, Arbeitslager, später Vernichtungs-/Todeslager. Das größte Vernichtungslager auf kroatischem Gebiet war das KZ Jasenovac. Dort wurden mindestens 13.116 Juden durch das Ustascha-Regime umgebracht. Am 10. Oktober 1941 wurde die Zagreber Synagoge von kroatischen Faschisten zerstört. Während 1941 und 1942 wurden die meisten jüdischen Gemeindemitglieder aus Zagreb, darunter Frauen, Kinder und ältere Menschen in die Vernichtungslager deportiert. Zwischen dem 3. und 5. Mai 1943 wurden 1.500 Zagreber Juden mit ihrem Gemeinderabbiner Miroslav Šalom-Freiberger und dem Präsidenten der Jüdischen Gemeinde Zagreb, Hugo Kon, in das KZ Auschwitz-Birkenau deportiert. Trotz dieser Ereignisse, blieb die Jüdische Gemeinde Zagreb bestehen und ertrug größte Repressalien des Ustascha-Regimes. 1941 kam es zum Zusammenschluss der jüdisch-orthodoxen und sefardischen Gemeinde in Zagreb. Von den 12.000 Juden die in Zagreb vor dem Zweiten Weltkrieg lebten, überlebten nur etwa 3.000 den Genozid und die Kriegszeit, unter verschiedensten Umständen. Von den 75.000 Juden auf dem gesamten Gebiet Ex-Jugoslawiens überlebten 60.000 den Holocaust nicht.

## Nachkriegszeit
Nach Beendigung des Zweiten Weltkrieges begann sich die Jüdische Gemeinde Zagreb langsam zu erholen. Dazu trugen die Überlebenden und die zurückgekehrten Flüchtlinge der Jüdischen Gemeinde Zagreb bei. Im Dezember 1945 wurde die erste Nachkriegssitzung des Bündnisses Hebräischer Gemeinschaften in Zagreb abgehalten. Zwischen den Jahren 1948 und 1952 verließen die Hälfte der Juden die Jüdische Gemeinde Zagreb und siedelten nach Israel aus. Dadurch verlor die Jüdische Gemeinde Zagreb zwischen 1.200 und 1.500 Gemeindemitglieder. 1954 beginnt die Jüdische Gemeinde Zagreb ein neues Altenheim Lavoslav Schwartz zu errichten. Die Eröffnung des Altenheims fand im Jahre 1957 statt. Im Jahre 1986 wurde zur Erinnerung an die Zerstörung der Synagoge im Zweiten Weltkrieg in Zagreb, durch die Jüdische Gemeinde eine Gedenktafel am nahegelegenen Haus auf dem leerstehenden Grundstück der Synagoge auf der Raška Ulica 7 angebracht. 1988 hielt das Museum Zagreb eine Ausstellung in Zusammenarbeit mit der Jüdischen Gemeinde Zagreb unter dem Titel Juden auf dem Gebiet Jugoslawiens ab. Diese Ausstellung fand unter anderem auch in Sarajevo, Belgrad, Novi Sad und New York statt.

## Seit 1991
Mit der Unabhängigkeit Kroatiens 1991 aus dem Vielvölkerstaat Jugoslawien endete auch die Mitgliedschaft der Jüdischen Gemeinde Zagreb im Bündnis der Hebräischen Gemeinschaften Jugoslawiens. Seit 1991 ist die Jüdische Gemeinde Zagreb als Mittelpunkt Jüdischer Gemeinschaft in Kroatien tätig. 1995 wurde die Koordination Jüdischer Gemeinden in Kroatien gegründet. Ihr gehören die jüdischen Gemeinden von Čakovec, Daruvar, Dubrovnik, Koprivnica, Osijek, Rijeka, Slavonski Brod, Split und Virovitica an. Insgesamt zählen die jüdischen Gemeinden in Kroatien 2.000 Gemeindemitglieder.